# Engelen (filme)
Engelen é um filme de drama norueguês de 2009 dirigido e escrito por Margreth Olin. Foi selecionado como representante da Noruega à edição do Oscar 2010, organizada pela Academia de Artes e Ciências Cinematográficas.

## Elenco
- Maria Bonnevie
- Börje Ahlstedt
- Antti Reini
- Lena Endre
- Gunilla Röör
- Benjamin Helstad
- Emir Mulasmanovic
- Helene Michaelsen